# Fritz Lamm (Jurist)
Fritz Lamm (* 21. Dezember 1876 in Görlitz; † 3. Dezember 1942 im KZ Sachsenhausen) war ein deutscher Beamter im Wohlfahrts- und Jugendamt der Jüdischen Gemeinde zu Berlin. Als Jurist kämpfte er für die Rechte elternloser jüdischer Kinder in der Zeit des Nationalsozialismus. 1942 wurde er als Geisel im Austausch für geflüchtete jüdische Kolleginnen und Kollegen auf Befehl der Gestapo erschossen.

## Leben
Fritz Lamm wuchs als Sohn des Kaufmanns Julius Lamm und seiner Frau Friederike geb. Prager in Görlitz auf, wo er 1896 das Gymnasium mit dem Abitur abschloss. Nach einem Studium der Rechte in Berlin und München leistete er ab Herbst 1901 beim Königin Elisabeth Garde-Grenadier-Regiment Nr. 3 in Charlottenburg seinen Militärdienst. 1907, nachdem er das zweite (große) Staatsexamen absolviert hatte, war er als Gerichtsassessor bei den Amtsgerichten Grünberg, Ratibor und Rybnik (Landgerichtsbezirk Ratibor), dann bei der Handelskammer in Berlin beschäftigt. Schließlich promovierte er 1909 beim Handelsrechts- und Zivilrechts-Professor Karl August Heinsheimer (1869–1929) in Heidelberg.
Lamm war ab Oktober 1908 juristischer Berater (damals „Hilfsarbeiter“ genannt, die übliche Bezeichnung für wissenschaftliche Mitarbeiter) bei der Jüdischen Gemeinde zu Berlin. Zusammen mit Martin Simon und Wilhelm Feilchenfeld arbeitete er dort zunächst in der Armenkommission. Gleichzeitig war er Rechtsanwalt am Amtsgericht Schöneberg, später am Landgericht Berlin I, und auch Notar.
1913 organisierte er eine Sammelvormundschaft für jüdische Kinder ohne Eltern. 1924 wurde er Syndikus der Gemeinde, bald auch stellvertretender Vorsitzender des Wohlfahrts- und Jugendamtes in der Rosenstraße 2–4 in Berlin-Mitte – dem Gebäude, das 1943 durch den Rosenstraßen-Protest bekannt wurde. Er vertrat seine Schützlinge anwaltlich und erstritt beispielsweise ihnen zustehenden Unterhalt und Waisenrenten. Zwischen 1913 und 1938 wurden 3500 Mündel von der Sammelvormundschaft betreut; Lamm und seine Mitarbeiter leisteten Beistand, arrangierten die Pflegschaft für Waisen oder auch Kinder bedürftiger alleinerziehender Mütter, welche gleichzeitig unterstützt und beraten wurden. Zweimal wöchentlich gab es Sprechstunden; Gastfamilien und Adoptionen wurden vermittelt, Kinderhorte und Gesundheitsfürsorge organisiert. Die Heimunterbringung galt nur als allerletztes Mittel.
„Mit hingebendem Eifer und großer Liebe hat er sich aller Sachgebiete angenommen“, schrieb sein Vorgesetzter Heinrich Stahl 1936 zu Lamms 60. Geburtstag.
Als die Gestapo im Oktober 1942 die Deportation von über 500 Personen aus Reichsvereinigung und Gemeindeverwaltung ankündigte, flüchteten einige. Wie angedroht, nahmen die Nazibehörden dafür 20 Geiseln. Als eine von acht dieser Geiseln wurde Fritz Lamm kurz darauf, am 3. Dezember, im KZ Sachsenhausen bei Oranienburg erschossen.
Hans Rosenthal und dessen Bruder Gert waren Mündel unter Fritz Lamms Sammelvormundschaft.

## Schriften
- Das Verhältnis der Wandelung zur Anfechtung des Kaufs wegen Irrtums oder Betruges und die Zulässigkeit der Wandelung vor der Übergabe der Kaufsache. Dissertation. Universität Heidelberg 1909. Preuß, Berlin 1909.
- Fünf Jahre Sammelvormundschaft der Jüdischen Gemeinde zu Berlin. In: Gemeindeblatt der Juedischen Gemeinde zu Berlin. Jg. 9, Nr. 8, 8. August 1919, S. 65.
- Aus der Geschichte der Armenverwaltung der jüdischen Gemeinde zu Berlin. Schmitz & Bukofzer, Berlin 1913.